# الله أباد جهانغير خان (علي أباد كرمان)
الله أباد جهانغیر خان (بالفارسية: الله‌آباد جهانگیر خان) هي قرية تقع في إيران في Aliabad Rural District. يقدر عدد سكانها بـ 410 نسمة بحسب إحصاء 2016.